# Athanasia Perra
Athanasia Perra (in greco Αθανασία Πέρρα?; Pyrgos, 2 febbraio 1983) è un'ex triplista greca.

## Carriera
Ha partecipato a tre edizioni consecutive dei Giochi olimpici dal 2004 al 2012.

Nel 2017, è stata squalificata fino al 2021 come risultato di un nuovo test su un campione presentato ai Mondiali di Berlino, inoltre tutti i risultati dal 2009 al 2011 sono stati invalidati.

## Palmarès
| Anno            | Manifestazione              | Sede         | Evento         | Risultato | Prestazione | Note |
| --------------- | --------------------------- | ------------ | -------------- | --------- | ----------- | ---- |
| 2001            | Europei juniores            | Grosseto     | Salto triplo   | Argento   | 13,73 m     |      |
| 2002            | Mondiali juniores           | Kingston     | Salto triplo   | 10ª       | 12,62 m     |      |
| 2004            | Giochi olimpici             | Atene        | Salto triplo   | 33ª (q)   | 13,19 m     |      |
| 2005            | Europei indoor              | Madrid       | Salto triplo   | 12ª (q)   | 13,72 m     |      |
| 2005            | Europei under 23            | Erfurt       | Salto triplo   | Bronzo    | 13,94 m     |      |
| 2005            | Mondiali                    | Helsinki     | Salto triplo   | nm        | nm          |      |
| 2007            | Europei indoor              | Birmingham   | Salto triplo   | 11ª (q)   | 13,47 m     |      |
| 2007            | Mondiali                    | Osaka        | Salto triplo   | 14ª (q)   | 14,15 m     |      |
| 2008            | Campionati balcanici indoor | Atene        | Salto triplo   | Bronzo    | 13,58 m     |      |
| Mondiali indoor | Valencia                    | Salto triplo | 15ª (q)        | 13,61 m   |             |      |
| Giochi olimpici | Pechino                     | Salto triplo | nm             | nm        |             |      |
| 2009            | Giochi del Mediterraneo     | Pescara      | Salto in lungo | 9ª        | 5,47 m      |      |
| 2009            | Giochi del Mediterraneo     | Pescara      | Salto triplo   | Oro       | 14,62 m     |      |
| 2009            | Mondiali                    | Berlino      | Salto triplo   | dq        | dq          |      |
| 2010            | Mondiali indoor             | Doha         | Salto triplo   | dq        | dq          |      |
| 2010            | Europei                     | Barcellona   | Salto triplo   | dq        | dq          |      |
| 2011            | Europei indoor              | Parigi       | Salto triplo   | dq        | dq          |      |
| 2012            | Europei                     | Helsinki     | Salto triplo   | 7ª        | 14,23 m     |      |
| 2012            | Giochi Olimpici             | Londra       | Salto triplo   | 33ª (q)   | 11,93 m     |      |
| 2013            | Giochi del Mediterraneo     | Mersin       | Salto triplo   | Oro       | 14,48 m     |      |
| 2013            | Mondiali                    | Mosca        | Salto triplo   | 12ª       | 13,75 m     |      |